# Viola Reggio Calabria 1972-1973
Questa voce raccoglie le informazioni riguardanti la Cestistica Piero Viola nelle competizioni ufficiali della stagione 1972-1973.

## Roster
Rosa della Viola Reggio Calabria per la stagione 1972-1973 che ha disputato il campionato di Serie C (terzo livello dei campionati dell'epoca, dopo Serie A e B), classificandosi al sesto posto e confermandosi nella categoria.
| Nome               | Nazionalità       |
| ------------------ | ----------------- |
| Antonio Puntoriere | Italia (bandiera) |
| Bebbo Modafferi    | Italia (bandiera) |
| Nicola Saccà       | Italia (bandiera) |
| Domenico Melara    | Italia (bandiera) |
| Giuseppe Miceli    | Italia (bandiera) |
| Mimmo Arena        | Italia (bandiera) |
| Santo Lo Giudice   | Italia (bandiera) |
| Peppe Melito       | Italia (bandiera) |
| Ivan Mazzagatti    | Italia (bandiera) |
| Enzo Porchi        | Italia (bandiera) |
| Pasquale Morabito  | Italia (bandiera) |
| All: Carmelo Fotia | Italia (bandiera) |

## Risultati

### Serie C
La Cestistica Piero Viola verrà inserita nel girone F concludendo la stagione al 6ºposto del suo raggruppamento ottenendo 12 vittorie e 10 sconfitte e una differenza canestri di -38 ottenendo in questa stagione il suo miglior rendimento in campionato dalla nascita della società. 